# Oakville (Washington)
Oakville é uma cidade localizada no estado norte-americano de Washington, no Condado de Grays Harbor.

## Demografia
Segundo o censo norte-americano de 2000, a sua população era de 675 habitantes.
Em 2006, foi estimada uma população de 723, um aumento de 48 (7.1%).

## Geografia
De acordo com o United States Census Bureau tem uma área de
1,2 km², dos quais 1,2 km² cobertos por terra e 0,0 km² cobertos por água. Oakville localiza-se a aproximadamente 25 m acima do nível do mar.

## Localidades na vizinhança
O diagrama seguinte representa as localidades num raio de 24 km ao redor de Oakville.